# Секст Юлий Цезарь (претор 123 года до н. э.)
Секст Юлий Цезарь (лат. Sextus Iulius Caesar; умер после 123 года до н. э.) — римский политический деятель из патрицианского рода Юлиев, претор 123 года до н. э.

## Биография
Предположительно, отцом Секста Юлия Цезаря был консул 157 года до н. э., носивший то же имя.
В 129 году до н. э. занимал должность монетария. В 123 году до н. э. был избран на должность городского претора. Согласно постановлению сената доложил коллегии понтификов о посвящении алтаря, совершённом весталкой Лицинией без одобрения народа. В «Риторике для Геренния» Секст Юлий упоминается как претор, отказавшийся удовлетворить иск о нарушении договора против наследника.